# Војиславци
Војиславци (мкд. Воиславци) су насеље у Северној Македонији, у југоисточном делу државе, у оквиру општине Радовиште.

## Географија
Војиславци су смештени у југоисточном делу Северне Македоније. Од најближег града, Радовишта, насеље је удаљено 10 km јужно.
Насеље Војиславци се налази у историјској области Струмица. Насеље је у средишњем делу Радовишког поља, које чини Стара река. Југозападно од села уздиже се планина Смрдеш. Надморска висина насеља је приближно 380 метара. 
Месна клима је блажи облик континенталне због близине Егејског мора (жарка лета).

## Становништво
Војиславци су према последњем попису из 2002. године имали 796 становника.
Већинско становништво у насељу су етнички Македонци (100%).
Претежна вероисповест месног становништва је православље.